# 沃洛格达区
沃洛格达区（俄语：Вологодский район）是俄罗斯联邦沃洛格达州下辖的一个区，其行政中心为沃洛格达。据2016年统计，该区的人口为52383人。